# Doc Scott
Doc Scott (eigentl. Scott McIlroy; * 1971 in Coventry) ist ein britischer DJ und Musikproduzent des Drum and Bass.

## Karriere
Doc Scott wurde Ende der 1980er Jahre als DJ aktiv und begann Anfang der 1990er Jahre das Veröffentlichen von Hardcore/Jungle-Tracks auf Labels wie Reinforced und Metalheadz. 1994 gründete er sein eigenes Label 31 Records.
In Deutschland spielte er auf größeren Festivals wie Nature One oder Melt.

## Diskografie (Auswahl)

### Singles und EPs
- 1991: The N.H.S EP
- 1992: Everyone (mit Keith Suckling)
- 1992: As Nasty As I Wanna Be
- 1992: The N.H.S EP Vol 2
- 1993: VIP Drumz
- 1994: Last Action Hero EP
- 1994: Far Away
- 1995: Drumz 95
- 1996: Tokyo Dawn
- 2007: End of the Beginning EP

### DJ-Mixe
- 1998: Mixmag Presents: Lost in Drum N’ Bass